# Brittiska Jungfruöarna i olympiska sommarspelen 1988
Brittiska Jungfruöarna deltog i de olympiska sommarspelen 1988 med en trupp bestående av tre deltagare, men ingen av landets deltagare erövrade någon medalj.

## Friidrott
Herrar
| Idrottare     | Event | Heat     | Heat      | Kvartsfinal      | Kvartsfinal      | Semifinal        | Semifinal        | Final            | Final            |
| Idrottare     | Event | Resultat | Placering | Resultat         | Placering        | Resultat         | Placering        | Resultat         | Placering        |
| ------------- | ----- | -------- | --------- | ---------------- | ---------------- | ---------------- | ---------------- | ---------------- | ---------------- |
| Lindel Hodge  | 100 m | 10,79    | 6         | Gick inte vidare | Gick inte vidare | Gick inte vidare | Gick inte vidare | Gick inte vidare | Gick inte vidare |
| Lindel Hodge  | 200 m | 21,78    | 5         | Gick inte vidare | Gick inte vidare | Gick inte vidare | Gick inte vidare | Gick inte vidare | Gick inte vidare |
| Willis Todman | 400 m | 50,11    | 7         | Gick inte vidare | Gick inte vidare | Gick inte vidare | Gick inte vidare | Gick inte vidare | Gick inte vidare |

## Segling
| Herrarnas Division II Placering | Seglare (Land)         | Lopp I    | Lopp I | Lopp II   | Lopp II | Lopp III  | Lopp III | Lopp IV   | Lopp IV | Lopp V    | Lopp V | Lopp VI   | Lopp VI | Lopp VII  | Lopp VII | Total- poäng | Totalt -1 |
| Herrarnas Division II Placering | Seglare (Land)         | Placering | Poäng  | Placering | Poäng   | Placering | Poäng    | Placering | Poäng   | Placering | Poäng  | Placering | Poäng   | Placering | Poäng    | Total- poäng | Totalt -1 |
| ------------------------------- | ---------------------- | --------- | ------ | --------- | ------- | --------- | -------- | --------- | ------- | --------- | ------ | --------- | ------- | --------- | -------- | ------------ | --------- |
| 29                              | Matthew Arneborg (IVB) | 27        | 33.0   | 22        | 28.0    | 28        | 34.0     | 25        | 31.0    | RET       | 52.0   | 28        | 34.0    | RET       | 52.0     | 264.0        | 212.0     |